# Siemiatycze
Siemiatycze est une ville de Pologne, située au nord-est du pays, dans la voïvodie de Podlachie. Elle est la capitale du powiat de Siemiatycze.